# Ducado de Carrero Blanco
El ducado de Carrero Blanco, con grandeza de España, fue un título nobiliario español creado por Francisco Franco el 21 de diciembre de 1973, con carácter póstumo, en favor de Luis Carrero Blanco, destacado político y militar, asesinado por la banda terrorista ETA en la mañana del día anterior.
El título fue suprimido el 21 de octubre de 2022 tras la entrada en vigor de la Ley de Memoria Democrática.

## Denominación
La denominación de la dignidad nobiliaria refiere a los apellidos, paterno y materno, por lo que fue universalmente conocida la persona a la que se le otorgó, a título póstumo, dicha merced nobiliaria.

## Armas
Escudo cuartelado. 1.º- En oro, tres trompetas, de azur, cordadas, de gules, bien ordenadas. Son las armas de los Carrero. 2.º- Partido. Primero: En gules, castillo, de plata, aclarado de azur. Segundo: En sinople, tres fajas, de oro. Bordura, de azur, cargada de ocho sotueres, de oro. Son las armas de los Blanco. 3.º- En oro, tres llaves, de azur, puestas en palo, las guardas hacia abajo, y colocadas en fajo. El oro representa la nobleza, y las llaves la fidelidad y son tres por la triple fidelidad: Militar, política y religiosa. 4.º- En plata, torre, de gules, almenada y aclarada. La torre representa constancia en el servicio al deber. 
Sobre el todo, escusón, de gules, faja, de oro, cargada de un áncora, de azur, puestas en faja, el arganeo a la diestra. Acoladas, la Cruz de Caballeros Hijosdalgo de Madrid y las anclas, en sotuer, de Almirante de la Real Armada. El todo plazado najo un manto ducal, cimado de corona con Grandeza de España. 

## Duques de Carrero Blanco
| i                        | Luis Carrero Blanco          | 1973 (póstumo) |
| ii                       | Luis Carrero-Blanco y Pichot | 1975-2019      |
| Título suprimido en 2022 |                              |                |

## Historia de los duques de Carrero Blanco
- Luis Carrero Blanco (1904-1973), i duque de Carrero Blanco grande de España, político y almirante de la Armada Española, el más leal colaborador de Francisco Franco y uno de los hombres más influyentes en la política española de la segunda mitad del siglo XX, hasta el punto de ser calificado como «la eminencia gris del régimen de Franco»[3] por el historiador Javier Tusell Gómez, nombrado presidente del Gobierno el 9 de junio de 1973[4] tras haber desempeñado los cargos de subsecretario de la Presidencia (1941-1951), ministro subsecretario de la Presidencia (1951-1967) y vicepresidente del Gobierno (1967-1973). Fue asesinado por la banda terrorista ETA el 20 de diciembre de 1973 a las 9:28 de la mañana, «con exactitud que declina en segundos»,[5] ante el número 104 de la calle de Claudio Coello de Madrid, al hacer explotar al paso de su vehículo oficial cien kilos de goma-2,[6] dispuestos a tal fin en un túnel excavado bajo la calle; en el magnicidio también fallecieron su escolta, José Antonio Bueno Fernández, y su chofer, José Luis Pérez Mogena.

Casó con María del Carmen Pichot Villa (1909-1984). El 24 de abril de 1975, tras solicitud cursada el 30 de enero del mismo año (BOE del 4 de febrero) y orden del 14 de abril para que se expida la correspondiente carta de sucesión (BOE del día 23), le sucedió su hijo:
- Luis Carrero-Blanco y Pichot (1930-2019), ii duque de Carrero Blanco grande de España.

Casó con María de las Mercedes Martín-Artajo Saracho.